# Publius Clodius Pulcher
Pour les articles homonymes, voir Claudius Pulcher.
Publius Clodius Pulcher (né en 93 ou 92 av. J.-C., assassiné le 18 janvier 52 av. J.-C.) est un homme politique romain du courant des populares, démagogue soutenu à ses débuts par Jules César, il instaure des distributions gratuites de blé aux citoyens pauvres. Ennemi acharné de Cicéron, il fait monter le désordre politique à Rome vers une violence permanente. Il est tué lors d'une échauffourée avec son adversaire, Titus Annius Milon.

## Biographie
La plupart des informations relatives à Clodius viennent des discours et des lettres de Cicéron, témoignages donc partisans et totalement négatifs qui ont établi l'image d'un dangereux démagogue violent. Les historiens antiques ultérieurs puis les modernes ont largement repris ce point de vue à charge.

### Origine familiale
Fils d’Appius Claudius Pulcher, consul en 79 av. J.-C., et de Caecilia Metella Balearica, né sur l’aristocratique colline du Palatin, il descend de l’illustre famille patricienne des Claudii. Il épousa Fulvia Flacca Bambula et eut une fille, Claudia Pulchra ou Clodia Pulchra, brièvement mariée à Octave, et un fils, Publius Claudius Pulcher.
Il choisit, ainsi que sa sœur Clodia, d'altérer l’orthographe de son gentilice en Clodius, supprimant la diphtongue –au- de Claudius, pour adopter la prononciation populaire afin de plaire à la plèbe. En 59 av. J.-C., il quitte sa famille patricienne et se fait adopter par un plébéien, pour avoir le droit d'être candidat au tribunat.

### Jeunesse
Sa carrière militaire fut confuse. En 68 et 67 av. J.-C., il prit part à la troisième guerre de Mithridate sous les ordres de son beau-frère Lucius Licinius Lucullus. Cependant, s’estimant traité avec insuffisamment de considération, il fomenta une révolte des soldats à Nisibe,. Ce comportement fait de Lucullus un de ses adversaires politiques. Brouillé avec Lucullus, Clodius rejoint un autre beau-frère, Quintus Marcius Rex, proconsul envoyé en Cilicie, qui lui confia le commandement de sa flotte. Capturé par des pirates, Clodius est libéré grâce à l'intervention de Pompée, puis il reparait en Syrie alors sous domination des Séleucides, où il manque de perdre la vie lors d’une mutinerie, qu'il aurait lui-même suscitée selon Dion Cassius,.
Revenu à Rome en 65 av. J.-C., Clodius entama une carrière politique. Il intenta une action judiciaire contre Catilina pour extorsion de fonds, mais fut suspecté d'avoir formulé son accusation de façon à provoquer un acquittement. Il ne trempa probablement pas dans la conjuration de Catilina en 63 av. J.C.. Selon Plutarque,, il prêta même assistance à Cicéron, et figura parmi ses gardes du corps.
L’affaire des mystères de la Bona Dea, provoqua la rupture entre Clodius et Cicéron. Le 4 décembre 62 av. J.-C., Clodius, habillé en femme (les hommes étaient exclus de ces mystères), pénétra dans la maison de Jules César, alors pontifex maximus, durant la célébration de ces mystères. Selon Plutarque, Clodius avait revêtu un déguisement de musicienne pour rencontrer l’épouse de César, Pompeia Sulla. Des sénateurs sollicitèrent l'avis des Vestales et des pontifes, qui déclarèrent qu'il y avait bien un sacrilège. César, obligé de se prononcer en tant que pontifex maximus, répudia sa femme sans rendre public le motif du divorce. Au mois de mai 61 av. J.-C. et malgré l'agitation des partisans de Clodius, l'affaire fut déférée devant un tribunal composé de juges tirés au sort. Clodius produisit un témoin affirmant qu'il était loin de Rome au moment des faits. Le témoignage de Cicéron ruina cet alibi lorsqu'il affirma que l'accusé était venu dans sa maison du Palatin au cours de l'après-midi du 4 décembre. Clodius échappa néanmoins à une condamnation en corrompant les jurés, obtenant 31 voix en faveur de son acquittement contre 26 pour sa condamnation.
Après le procès, il conçut à l'égard de Cicéron une animosité durable,. Les deux hommes s'affrontèrent dès le lendemain au Sénat, Cicéron proclamant que la morale triompherait un jour, tandis que Clodius répliquait en l'accusant de se comporter en tyran. Les huées des sénateurs firent taire Clodius, amplifiant sa rancune.

### Clodius tribun de la plèbe
Au retour de sa questure en Sicile durant l’année 61 av. J.-C., Clodius décide se faire élire tribun de la plèbe, ce qui lui donnerait un pouvoir d'action considérable. Pour cela il lui faut renoncer à son rang de patricien, car cette magistrature est réservée aux plébéiens. Mais le Sénat rejette la demande de faire voter par l'assemblée populaire (les comices tributes) son rattachement à la branche plébéienne (transitio ad plebem en latin) de sa famille. En mars 59 av. J.-C., Clodius recourt au rituel archaïque d'adoption par le plébéien P. Fonteius, âgé d'à peine vingt ans, avec l'assentiment d'un augure, Pompée, et la validation du pontifex maximus, qui n'est autre que le consul Jules César. Ainsi, il peut être candidat au tribunat en décembre de la même année, et être élu pour l'année 58 av. J.-C..
Clodius entre en charge le 10 décembre et son premier acte est de proposer des lois destinées à lui assurer la faveur populaire. Il fait remplacer les ventes de blé à bas prix par des distributions gratuites pendant un mois. Ensuite, il fait passer une série de mesures qui augmentait le pouvoir des assemblées populaires sur lesquelles il s'appuyait : il abolit le droit de prendre les auspices et d’empêcher la tenue des comices s’ils étaient défavorables, exercé par chaque magistrat selon les leges Aelia et Fufia et dont le consul sortant Bibulus avait largement fait usage dans ses manœuvres d'obstruction contre son collègue César. Cette mesure lui permet d'empêcher toute manœuvre d'obstruction à la tenue d'assemblées populaires. Les anciennes associations d’artisans (collegia) sont rétablies, associations qui fournissent les démagogues en bandes de partisans armées. Il interdit enfin aux censeurs d’exclure un citoyen du Sénat ou de lui infliger une sanction sans accusation et condamnation publique préalable. Ces quatre mesures sont votées par les comices tributes le 4 janvier 58 av. J.-C..
Clodius passe ensuite à l'offensive contre Cicéron. L'enchaînement des événements est compliqué à dater, car un mois intercalaire de 27 jours est introduit entre le 23 février et les calendes de mars, pour rattraper le calendrier solaire. Dès février 58 av. J.-C., Clodius publie un projet de loi visant à condamner automatiquement tout magistrat ayant fait exécuter un citoyen sans jugement (Lex Clodia de capite civis Romani). Clodius vise implicitement Cicéron, responsable de l'exécution des complices de Catilina sans leur avoir permis d’exercer leur droit d’appel à l’assemblée des citoyens. Selon l'usage, le projet est présenté et discuté lors d'assemblées populaires (contiones), avant son vote par les comices tributes. Les partisans de Clodius empêchent Cicéron de participer à ces réunions et de tenter par son art rhétorique de retourner la situation, ils l'accablent d'injures et de jets de pierre dès qu'il sort de sa maison. Les soutiens possibles que contacte Cicéron, les consuls et Pompée, font tous défaut. Sur le conseil de ses amis, Cicéron préfère quitter Rome pour la veille du vote de la loi, le 12 mars 58 av. J.-C..
Clodius n'en reste pas à ce premier succès, il dépose un nouveau projet de loi, condamnant nommément Cicéron à l'exil hors d'Italie, tandis que sa maison du Palatin est pillée et incendiée. Les propriétés de Cicéron sont confisquées sur ordre de Clodius, sa maison du Palatin est détruite et son terrain mis aux enchères. Clodius en fait l’acquisition grâce à un prête-nom qui enchérit pour lui. Et pour empêcher que le terrain soit un jour rendu à Cicéron, il le dédie aux Dieux en faisant construire un portique entourant une statue de la Liberté.

### Clodius fauteur de troubles
Après le départ de César en Gaule, Clodius devient quasiment le maître de Rome, grâce à l’action de sa bande de nervis. Plusieurs propositions de rappel de Cicéron formulées par des tribuns amis de Cicéron sont systématiquement contrées. En janvier 57 av. J.-C., un des nouveaux tribuns propose de nouveau le rappel de Cicéron, et Clodius, redevenu simple particulier, empêche l'assemblée de voter cette proposition avec les gladiateurs de son frère, alors préteur. Milon, qui dirigeait aussi une bande de gladiateurs, intervient à son tour. S'ensuivent des combats sur le forum et au champ de Mars. Pompée décide de faire voter les comices centuriates, représentant l'ensemble de peuple et donc ayant une autorité supérieure à celle des concilium plebis. Pour obtenir un vote favorable, Pompée fait venir en masse les citoyens italiens, submergeant les partisans de Clodius. Le rappel de Cicéron est voté début août 57 av. J.-C., il revient à Rome le 4 septembre.
Cicéron s'applique alors à annuler les décisions prises par Clodius. Il fait annuler la consécration de son terrain du Palatin par le collège des pontifes, argumentant sur le non-respect de certains rites (plaidoyer De domo sua). Il obtient ensuite du Sénat la démolition du portique de Clodius, la restitution de son terrain et une indemnisation, malgré une prise de parole de Clodius pendant trois heures.
Clodius s’attaque alors aux ouvriers qui reconstruisent la maison de Cicéron et fait mettre le feu à la maison de son frère Quintus Tullius Cicero. Il agresse Cicéron lui-même sur la voie Sacrée et le lendemain, attaque la maison de Milon, qui riposte vigoureusement avec ses hommes armés. Il ne cesse ses agressions qu’après l’intervention de Pompée.
Clodius, accusé de violence par Milon, s'efforce de se faire élire édile pour échapper à un procès. Milon empêche plusieurs fois l'organisation des élections par le consul Metellus Nepos, parent de Clodius, en prétextant des auspices défavorables. Clodius parvient à se faire élire édile en janvier 56 av. J.-C.. Il attaque à son tour Milon en justice pour violence publique, et l’accuse d’employer des bandes armées. La procédure fut entravée par des violences et finalement abandonnée.
Une série de phénomènes considérés comme surnaturels surviennent en avril 56 av. J.-C., tremblements de terre, foudres, traînées lumineuses. Consultés, les haruspices diagnostiquent que des sacrilèges ont été commis et qu'il faut éviter toute discorde publique. Clodius exploite ces réponses et affirme que le sacrilège a pour cause Cicéron, qui a détruit le sanctuaire du Palatin consacré à la Liberté et provoqué la colère des Dieux. Il oblige Cicéron à lui répondre au Sénat par le discours Sur la réponse des haruspices, qui rejette les sacrilèges sur Clodius, depuis l'affaire de la Bona dea jusqu'aux perturbations des Jeux Mégalésiens par ses bandes armées.
Un autre épisode de ses démêlés avec Cicéron est rapporté par Plutarque et Dion Cassius sans date précise. Cicéron confisque les tables de bronze archivées au tabularium sur le Capitole qui consignaient les actes du tribunat de Clodius et les détruisit, affirmant que son tribunat avait été illégal. Il justifie cette position en réfutant le statut de plébéien de Clodius et par conséquent son élection comme tribun de la plèbe, car son adoption par un plébéien n'avait pas été ratifiée par les comices curiates, selon un rite ancien. Néanmoins, les mesures promulguées par Clodius telles que les distributions gratuites de blé restent en vigueur.

### Sa fin tragique
En 53 av. J.-C., Milon fut candidat au consulat et Clodius à la préture, leurs bandes armées s’affrontèrent dans Rome, empêchant la tenue des élections. Le 18 janvier 52, alors que les deux hommes et leur suite se croisaient à Bovillae, sur la via Appia, il semble qu'un des esclaves de Milon, soit qu'il en ait reçu l'ordre, soit qu'il ait agi de son propre chef, se soit jeté sur Clodius et l'ait gravement blessé. Clodius est transporté dans une auberge voisine, où Milon revint l'achever. Son corps est porté à Rome et ses partisans en fureur installèrent son bûcher funéraire sur le Forum devant la Curie Hostilia, qu’ils incendièrent. Faute de pouvoir organiser les élections, le Sénat nomma Pompée consul unique, et, pour rétablir l'ordre, lui accorda les pleins pouvoirs par un senatus consultum ultimum. Pompée fit aussitôt voter deux lois, sur la violence (de vi) et sur la brigue (de ambitu) permettant de juger et de condamner Milon. Le 4 avril, Milon, accusé de meurtre par Appius Claudius Pulcher Maior et Minor (les deux fils de Caius Claudius Pulcher), comparut devant un tribunal cerné par des soldats. Maladroitement défendu par Cicéron qui ne parvient pas à prononcer sa défense Pour Milon, Milon dut s’exiler.